# 1893 год в истории метрополитена
В этой статье перечисляются основные  события из истории метрополитенов в 1893 году. Полужирным шрифтом выделены открытия новых транспортных систем.

## События
- 4 февраля — открыта линия надземная железная дорога Ливерпуля, первая надземная электричка в мире. Впоследствии (1896) линия продлена на одну, подземную станцию. Линия длиной около 10 км с 14 станциями обслуживала в первую очередь местные доки. 30 декабря 1956 года система закрыта, эстакады сданы на металлолом.